# Hermann August Krauss
Hermann August Krauss (1 de Agosto de 1848-1939) foi um entomólogo austríaco, especializado em Orthoptera e Dermaptera.
Krauss era médico. A sua colecção está no Naturhistorisches Museum em Viena. 

## Publicações seleccionadas
- 1877.Orthopteren vom Senegal.Anzeiger der Kaiserlichen Akademie der Wissenschaften. Mathematisch-Naturwissenschaftliche Klasse, Wien, 14, no. xvi : 141-145.
- 1878.Orthopteren vom Senegal gesammelt von Dr. Frantz Steindachner. Sitzungsberichte der Kaiserlichen Akademie der Wissenschaften. Mathematisch-Naturwissenschaftliche Klasse, Wien, (incorrectly dated 1877), 76 (1) : 29-63, 2 pl.
- 1890. Erklärung der Orthopteren-Tafeln J. C. Savigny’s in der "Description de l'Égypte". Aus der Literatur zusammengestellt und mit Bemerkungen Versehen.Verhandlungen der zoologisch-botanischen Gesellschaft in Wien, 40 : 227-272.
- 1891.Beitrag zur Kenntniss westafrikanischer Orthopteren. 2. Orthopteren der Guinea-Inseln São Thomé und Rolas, gesammelt von Prof. Dr. Richard Greeff. Zoologische Jahrbücher (Systematik)(incorrectly dated 1890), 5 : 647-668, pl. 45.
- 1892. Systematisches Verzeichnis der canarischen Dermapteren und Orthopteren mit Diagnosen der neuen Gattungen und Arten.Zoologischer Anzeiger, Jena, 15 (no.390) : 163-171.
- 1902. Die namen der ältesten Dermapteren-(Orthopteren-) Gattungen und ihre Verwendung für Familien- und Unterfamilien-Benennungen auf Grund der jetzigen Nomenclaturregeln. Zoologischer Anzeiger, Jena, 25 (no. 676) : 530-543.
- 1902. Beitrag zur Kenntniss der Orthopterenfauna der Sahara. Verhandlungen der zoologisch-botanischen Gesellschaft in Wien, 52 (4) : 230-254.
- 1902 Diagnosen neuer Orthopteren aus Südarabien und von der Insel Sokotra. Anzeiger der Kaiserlichen Akademie der Wissenschaften. Mathematisch-Naturwissenschaftliche Klasse, Wien, 39 : 53-58.
- 1909. Dermaptera und Orthoptera aus Ägypten, der Halbinsel Sinai, Palästina und Syrien und Syrien. In Kneucher A., Zoologische Ergebnisse zweier in den Jahren 1902 und 1904 durch die Sinai-halbinsel botanischen Studiereisen. Verhandlungen des Naturwissenchaftlichen Vereins in Karlsruhe, 21 : 99-119, 12 fig.